# Bless Online
Bless Online (OT: korean. 블레스, Beulleseu) war ein von Neowiz Games entwickeltes MMORPG, welches am 30. Mai 2018 als Early-Access-Version erschienen ist. Im Juni 2019 wurde die Einstellung des Services zum 9. September 2019 angekündigt. Seitdem sind die Server von Bless Online abgeschaltet.

## Handlung
Bless spielt in einer Fantasy-Welt. Die Hauptgeschichte dreht sich um einen jahrzehntelangen Krieg zwischen zwei Fraktionen, der von Hieron und der von Union. Die Spielwelt ist durch verschiedene Zonen getrennt. Die Spieler können die Rasse und die Klasse ihres Charakters wählen, wobei die Rasse bestimmt, welcher Fraktion sie angehören. Spieler können an PvP-Kämpfen teilnehmen, um die Stärke ihrer Fraktion zu verbessern. Gewonnene Kämpfe gewähren neue Quests und Ressourcen.

## Produktionsnotizen
Bless wurde 2011 als BLESS angekündigt. Bless wurde mit der Unreal Engine 3 entwickelt, einer Spiel-Engine von Epic Games.
2017 berichtete Spiele-Publisher Aeria Games, dass dieser das Spiel nicht veröffentlichen wird. Anschließend begann Neowiz damit, das Spiel selbst zu veröffentlichen. Im Juli 2017 kündigte Neowiz Games ein Rebuild-Projekt an, um das Spiel in vielen Aspekten zu verbessern. Auf der TwitchCon 2017 kündigte schließlich Neowiz eine Veröffentlichung im Jahr 2018 an und dass Bless im Rahmen des Early Access Programms bei Steam erhältlich sein wird. Im Early Access wird das Spiel auf Englisch, Deutsch und Russisch übersetzt sein. Zwei mobile Spiele, basierend auf der Bless-IP, die die Unreal Engine 4 nutzt, wurden ebenfalls angekündigt.
Am 21. März 2018 fand durch den Entwickler und Publisher Neowiz eine weitere Ankündigung statt. So werde man Bless im Mai 2018 im Rahmen des Early Access Programms mit einem sogenannten Buy-to-play-Modell auf Steam veröffentlichen. Hierbei erwirbt der Spieler das Spiel durch einen einmaligen Kauf und hat danach unbegrenzten Zugriff darauf. Der Entwickler betonte hierbei, dass man sogenanntes „Pay-to-win“ (engl. „zahle, um zu gewinnen“), also ein Modell, bei welchem eine starke Bevorteilung zusätzlich zahlender Spieler stattfindet, vermeiden möchte. Trotz einer Veröffentlichung im Early Access Programm werde beim Übergang zur Vollversion kein weiterer „Data Wipe“, sprich ein Zurücksetzen der Spielstände, stattfinden. Die Veröffentlichung im Mai ist somit als Soft Launch anzusehen.
Am 4. Oktober 2018 wurde bekannt, dass Bless am 23. Oktober 2018 vollständig veröffentlicht wird. Zusätzlich betonte Publisher und Entwickler Neowiz, dass man Bless so vielen Menschen wie nur möglich präsentieren möchte und somit zum Free-to-play-Modell wechseln wird. Spieler, die Bless bereits vorher erworben haben, sollen eine Entschädigung in Form von Spielgegenständen erhalten.